# 深圳萬象天地
深圳万象天地（英文：Mixc World）是位于中国广东省深圳市南山区深南大道9668号的大型综合商场，建筑面积约23万平方米。由华润置地开发并运营，2017年9月27日开业。
万象天地包括室内购物中心和开放式街区。为喜欢空调和室外环境的顾客提供了不同选择。商场的不同区域有天桥相连，常有顾客在天桥上拍照。

## 商户

### 时装
爱马仕、路易威登、迪奥、古驰、优衣库、ZARA、I.T、MSGM

### 电器
华为、Drivepro、戴森

### 餐饮
鼎泰丰、老乾杯、Lady M、%Arabica、Shake Shack、喜茶、Wagas、gaga、蔡澜茶餐厅

### 文化艺术
百老汇电影中心、库布里克书店、西西弗书店
不定期举办艺术展，音乐节等。

#### 装置和雕塑
“Bubblecoat Elephant”（抱抱象）：由荷兰艺术家弗洛伦泰因·霍夫曼设计，高12米的充气大象。
HAUS NOWHERE“巨人”装置。

## 圖集

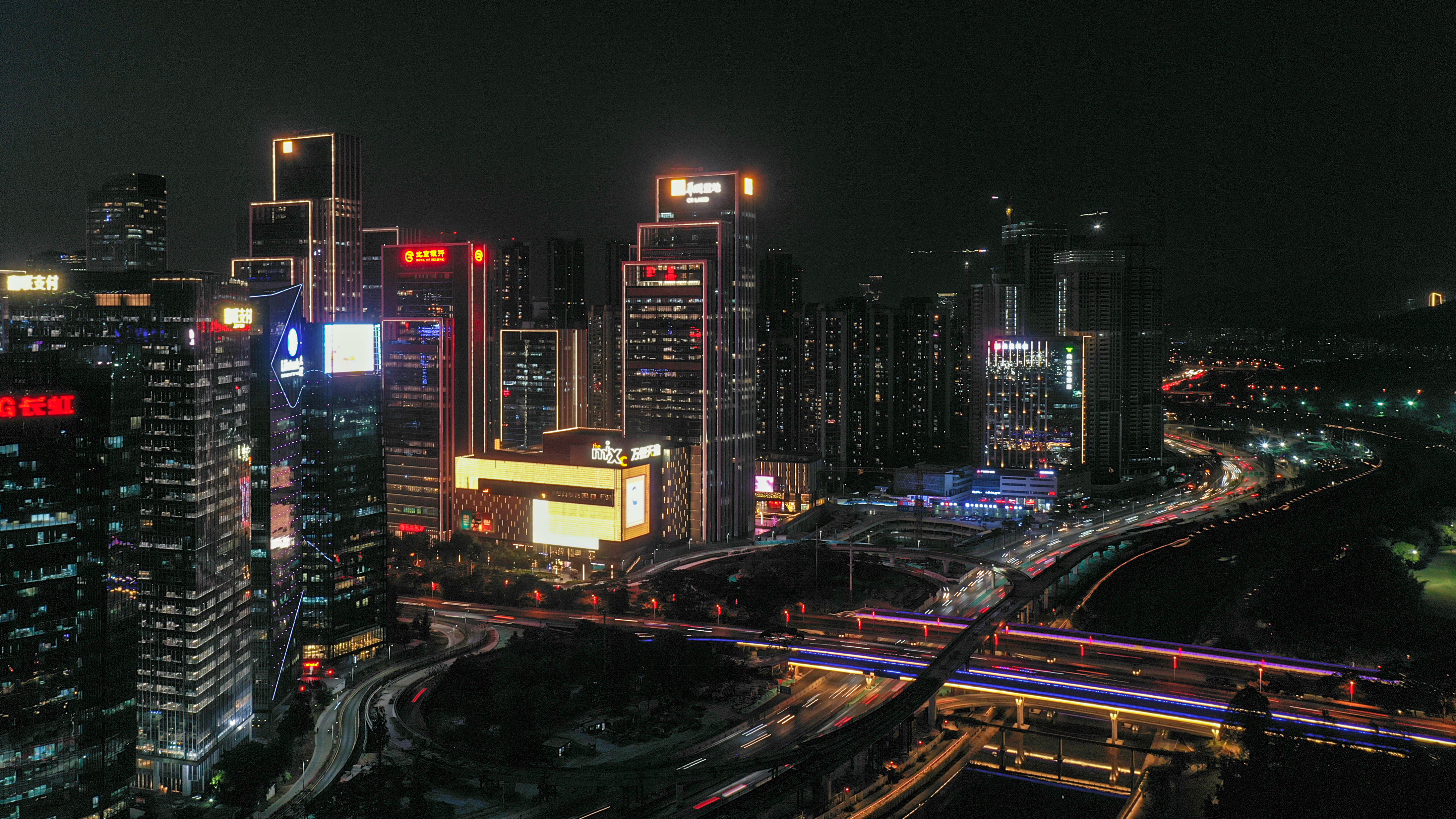
夜景